# 연세대학교 스팀슨관
연세대학교 스팀슨관(延世大學校 Stimson館)은 대한민국의 대학 연세대학교 부지 내의 건물이다. 이 건물은  1920년에 준공된 옛 연희전문학교(연세대학교의 전신)의 건물로, 대한민국의 사적 제275호이다. 연희전문학교 캠퍼스에 세워진 최초의 석조건물이다.

## 역사
연희전문학교의 설립자 호러스 그랜트 언더우드(영어: Horace Grant Underwood, 한국어: 원두우(元杜尤), 1859년 ~ 1916년)는 조선 말기에 최초로 입국한 미국 장로교 선교사였다. 그의 아들인 호러스 호톤 언더우드(영어: Horace Horton Underwood, 한국어: 원한경(元漢慶), 1890년 ~ 1951년)은 서울에서 출생하여 연희전문학교의 교장 등을 역임했다. 원한경의 아들들인 원일한은 연세대학교 교수로, 원요한은 청주에서 선교사업을 하고 있다. 언더우드 가계는 3대에 걸쳐 대한민국에서 대학교육과 기독교 선교에 힘쓰고 있다.
호러스 그랜트 언더우드는 1915년에 종로에 있던 기독교청년회관 구내에 조선기독교대학(Chosun Christian College)을 설립하였으며, 이 학교는 1917년에 연희전문학교로 인가되었다. 언더우드의 형인 존 토마스 언더우드(John Tomas Underwood)는 10만 달러를, 로스앤젤레스의 찰스 스팀슨(Charles S. M. Stimson)은 대학 설립용 자금으로 25,000달러를 학교에 기부하였다. 언더우드는 미국에 돌아가서 항구적인 교사 건립용 기부금 모금을 했는데, 스팀슨에게서 위 기부금을 얻은 후 세상을 떠났으며, 후임 교장인 올리버 에비슨(영어: Oliver R. Avison, 한국어: 어비신(魚丕信) 1860년 ~ 1956년)이 이 기부금으로 교사를 건립하였다.
캠퍼스 마스터플랜과 교사동 설계는 미국 건축가인 헨리 머피(Henry Killian Murphy)에 의하여 작성되었다. 머피는 1877년에 미국 코네티컷주 뉴 헤븐에서 태어나 1899년에 예일 대학교 건축과를 졸업하였다. 그 후 뉴욕에서 건축설계사무소에서 근무하다가 1906년에 독립하였다. 1908년에 다나 2세와 함께 머피·다나건축사무소를 개업하였고, 1920년부터는 머피·마가길·함린사무소를 경영하였으며 1924년부터는 단독 건축사무소를 운영하였다. 그는 1913년 12월부터 일본·중국·필리핀·한국에서 건축 활동을 했으며, 주로 미션계 대학 건축을 설계했다. 그가 연희전문학교 캠퍼스와 교사동을 설계한 시점은 머피·다나건축사무소를 운영할 때로 추정된다.
현재의 백양로 등 연세대학교 신촌캠퍼스의 골격은 초기 마스터플랜에 의해 조성되었다. 최초의 건물은 치원관(致遠館)이었다. 건물은 목조 2층으로 1918년 준공되어 1950년까지 있었다. 최초의 석조 교사동은 스팀슨관으로 명명되었다. 명칭은 기부금을 낸 스팀슨을 기념하기 위한 것이었다. 건물의 공사 감독자는 학교의 화학과 교수인 밀러(E. H. Miller)였다. 건물은 1919년 4월에 착공하여 1920년 8월에 준공되었으며, 지상 2층, 반지하층으로 건축 면적은 상당히 큰 규모였다.
단순한 장방형 평면에 중복도식이며, 중앙에 주 출입구를 두고 그 맞은편에 계단실을 두었다. 외벽은 넓은 창과 장식이 없는 석조 외벽으로 단순한 외관으로 처리되었다. 주 외장 재료는 거친 마감 운모편암석이며, 창문 테두리는 다듬은 화강암을 썼다. 베이 윈도가 중앙탑 2층과 좌우 측면 1·2층에 설치되었다. 주 출입구 1층에는 튜더 아치를 사용하였다. 지붕은 박공지붕에 슬레이트 마감하였으며, 목조 트러스구조였을 것으로 추정된다.
일제시대 대학캠퍼스 건물은 대부분 석조, 고딕풍의 건축이었다. 이러한 건물들의 최초 건물이 바로 스팀슨관이다. 즉, 이 건물은 연희전문학교 캠퍼스 내의 최초 석조 건물이면서, 이후에 건설되는 다른 대학 캠퍼스 건물의 첫 참고 사례로서 역사적 가치가 크다.

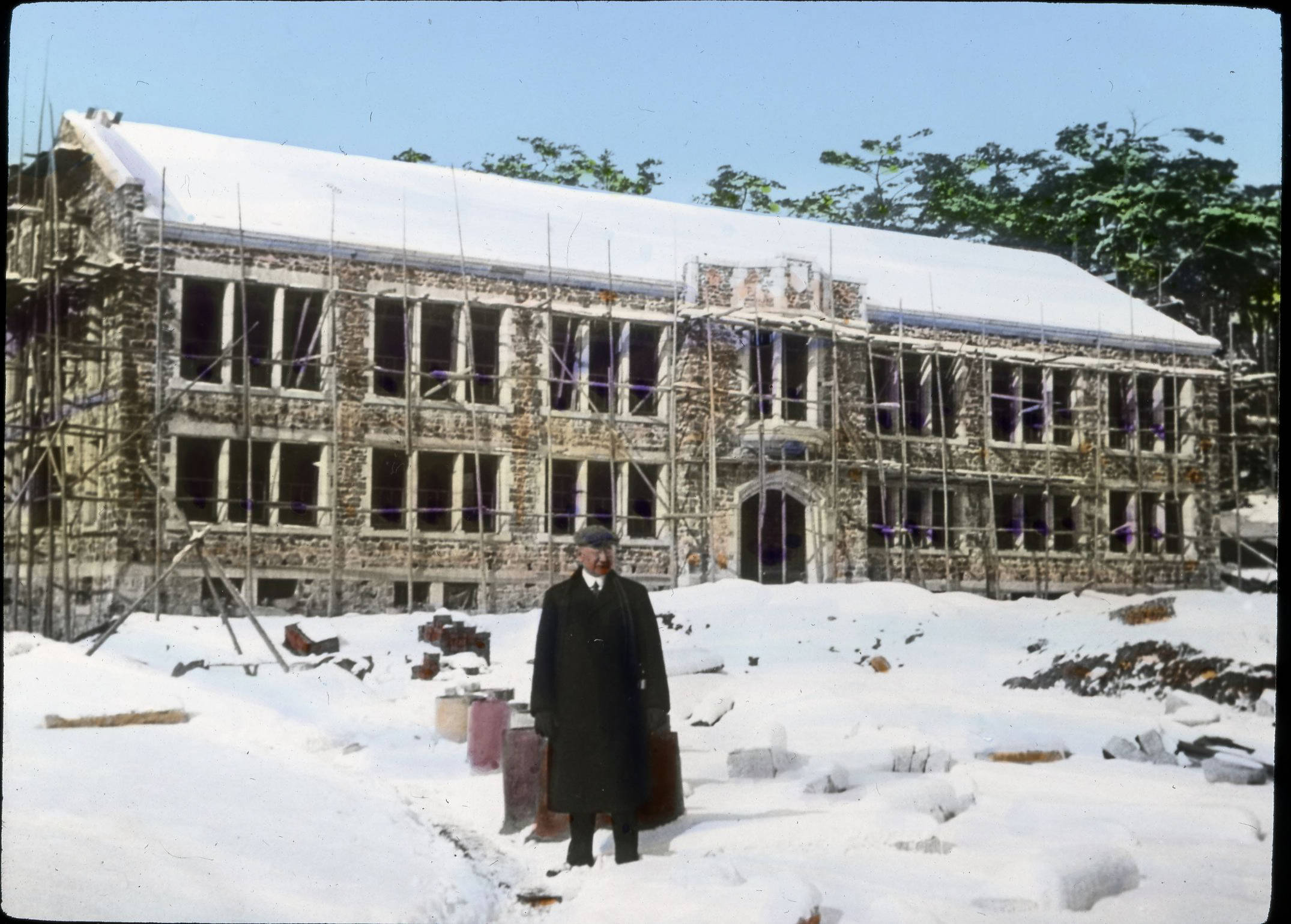
건축중인 모습

## 같이 보기
- 연세대학교
- 연세대학교 언더우드관
- 연세대학교 아펜젤러관